# Революционное сельское поселение
Революцио́нное се́льское посе́ление — муниципальное образование в составе Палласовского района Волгоградской области.
Административный центр — хутор Прудентов.

## История
Революционное сельское поселение образовано 30 декабря 2004 года в соответствии с Законом Волгоградской области № 982-ОД.

## Население
| 2010  | 2012  | 2013  | 2014  | 2015  | 2016  | 2017  |
| ----- | ----- | ----- | ----- | ----- | ----- | ----- |
| 1271  | ↗1282 | ↗1288 | ↘1273 | ↘1272 | ↗1282 | ↘1248 |
| 2018  | 2019  | 2020  | 2021  |       |       |       |
| ↗1254 | ↘1238 | ↘1218 | ↘1215 |       |       |       |

## Состав сельского поселения
| № | Населённый пункт | Тип населённого пункта        | Население |
| - | ---------------- | ----------------------------- | --------- |
| 1 | Гормаки          | хутор                         | 180       |
| 2 | Прудентов        | хутор, административный центр | 997       |
| 3 | Садчиков         | хутор                         | 94        |